# Balleza
Balleza är en kommun i Mexiko.   Den ligger i delstaten Chihuahua, i den nordvästra delen av landet, 1 100 km nordväst om huvudstaden Mexico City.
Följande samhällen finns i Balleza:
- Mariano Balleza
- Baquiriachi
- Pichique
- Aserradero Pilares
- Puerto Tres Hermanos
- San Juan de Atotonilco
- La Cebolla
- Los Lirios
- Ranchería Guachamoachi
- San Carlos
- Los Ángeles
- San Antonio de Arriba
- Bagueachi
- La Cruz
- Ranchito de Agujas
- Altos de la Garrocha
- Paraje el Palomo
- Adjuntas de Arriba
- Piedra Bola